# مفاضلة

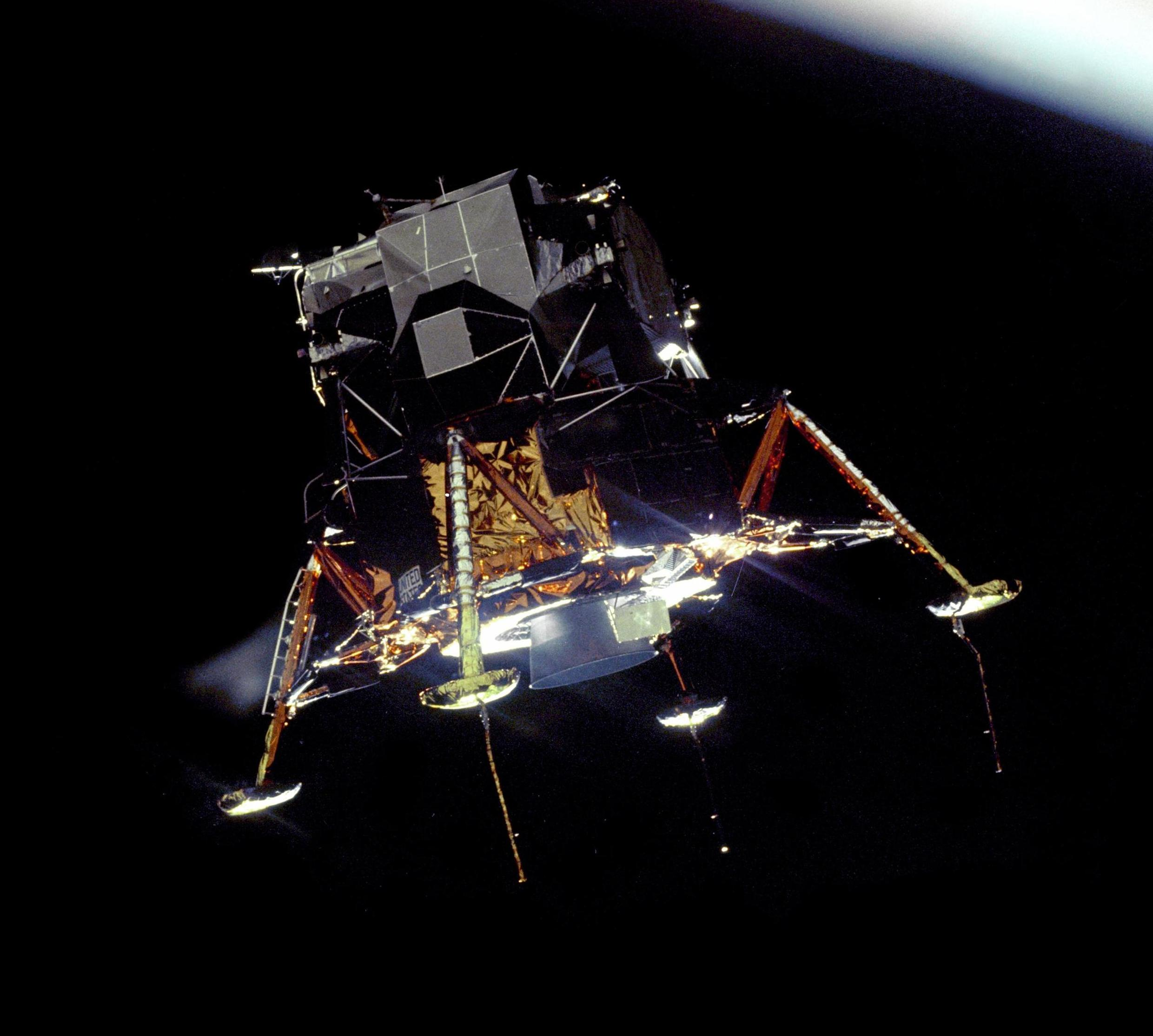

المفاضلة أو تكلفة استبدال ميزة بأخرى (بالإنجليزية: Trade-off)‏، هي تكاليف الفرصة للاختيار بميزة أو شيء بديل مقابل التنازل عن ميزة أو شيء آخر. منذ زمن بعيد، احتلت ثقافة المفاضلة بين الخيارات التجارية أو الصناعية المتاحة، مركزاً محورياً في الاقتصادات العالمية، وتُعتبر سلوك متكرر في أوساط العائلات ذات الدخل المحدود التي كثيراً ما تحتاج لاتخاذ قراراتها فيما يتعلق بالسلع التي يُقرر شراءها أو تصرف النظر عنها، وهذا يعني أن المجتمعات ذاتها محكومة بهذه الثقافة. في علم الأحياء، غالباً ما ترتبط مفاهيم المقايضات والقيود ارتباطا وثيقاً بالمفاضلة.

## انظرأيضاً
- طريقة المقايضة في تحليل المعمارية
- قيود حيوية
- طب تطوري
- أمثلية باريتو
- مبادلة الوقت